# Erythropitta celebensis
La pita de Célebes (Erythropitta celebensis) es una especie de ave paseriforme de la familia Pittidae propia de las islas Célebes. Anteriormente se consideraba una subespecie de la pita ventrirroja. 

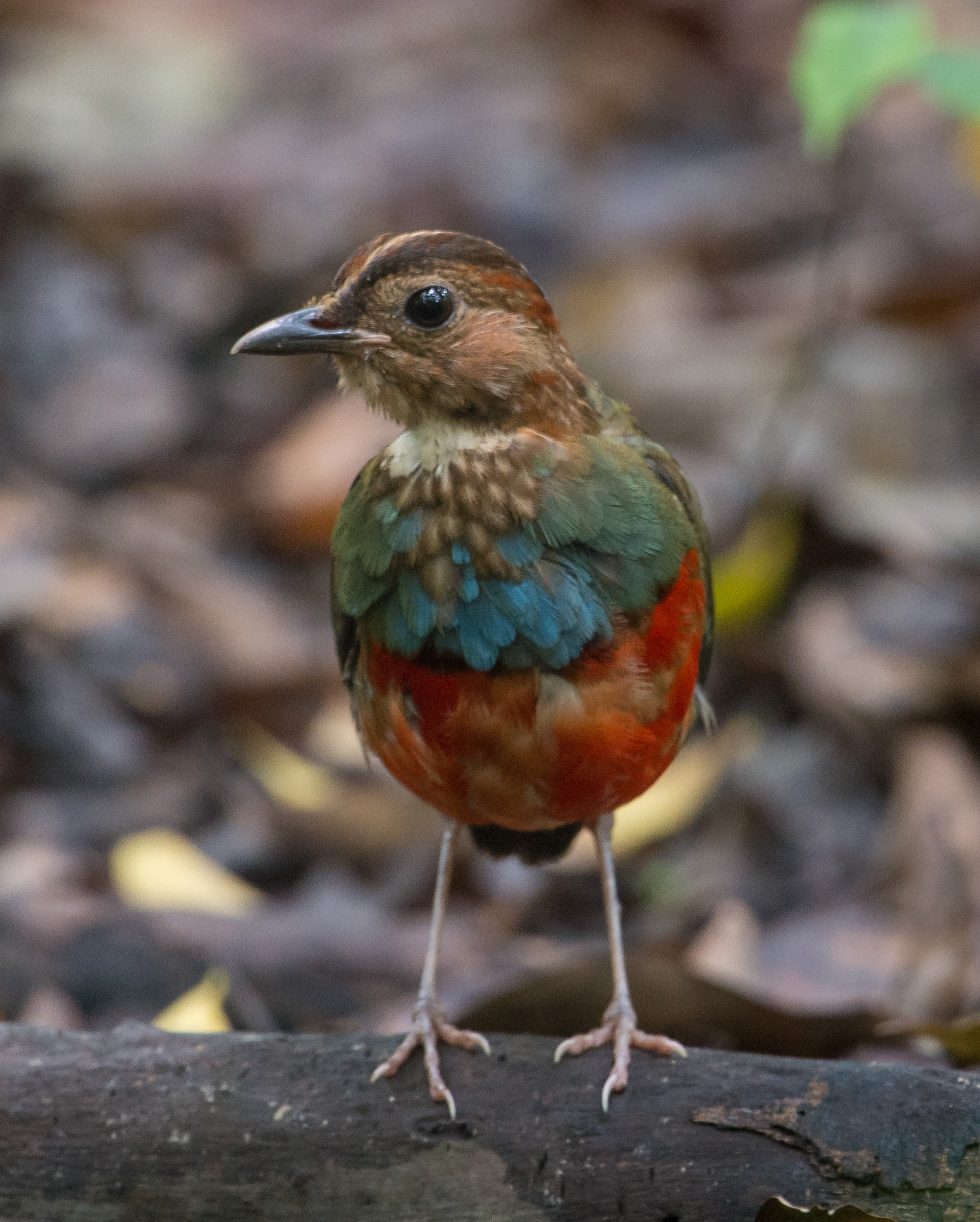
Juvenil en la reserva de Tangkoko Batuangus, Célebes.

## Distribución y hábitat
Se encuentra en la isla de Célebes, Manterawu y las islas Togian. Su hábitat natural son los bosques húmedos tropicales, por debajo de los 1.200 metros de altitud.